# Aaron Cresswell
Aaron William Cresswell (* 15. Dezember 1989 in Liverpool) ist ein englischer Fußballspieler. Der Abwehrspieler steht bei West Ham United, der in der Premier League spielt, unter Vertrag.

## Karriere

### Verein
Cresswell debütierte am 1. November 2008 für die Tranmere Rovers in der Football League One im Spiel gegen die Milton Keynes Dons, das 0:1 verloren wurde. Im Sommer 2011 wechselte er zu Ipswich Town. Am 3. Juli 2014 unterschrieb er bei West Ham United einen Fünfjahresvertrag. Er debütierte am 16. August 2014 in der Premier League bei einer 0:1-Niederlage gegen Tottenham Hotspur. Am 29. November erzielte Cresswell sein erstes Tor für West Ham United bei einem 1:0-Heimsieg gegen Newcastle United. In der Folge avancierte Cresswell zum unumstrittenen Stammspieler auf der Position des linken Verteidigers und verpasste in seiner ersten Saison keine einzige Sekunde in der Premier League. Auch in der folgenden Saison verpasste er nur ein Spiel. Zu Beginn der Saison 2016/17 fiel er hingegen mit einer Knieverletzung zunächst aus, später konnte er sich seinen Stammplatz aber wieder zurückerobern. Vereinzelt wurde er auch offensiver im linken Mittelfeld eingesetzt, in der folgenden Saison 2017/18 zunehmend auch in der Innenverteidigung. Am 19. Spieltag der Saison 2018/19 führte Cresswell West Ham beim 2:1-Sieg gegen den FC Southampton erstmals als Kapitän auf den Platz.

### Nationalmannschaft
Am 15. November 2016 debütierte Cresswell für die englische Fußballnationalmannschaft, als er beim 2:2 gegen Spanische Fußballnationalmannschaft von Trainer Gareth Southgate in der 79. Spielminute für Danny Rose eingewechselt wurde. Insgesamt absolvierte Cresswell zwischen 2016 und 2017 drei Spiele für England, davon nur sein bislang letztes, das Spiel gegen Litauen am 7. Oktober 2017, über die volle Spielzeit.